# Terpentin-Pistazie

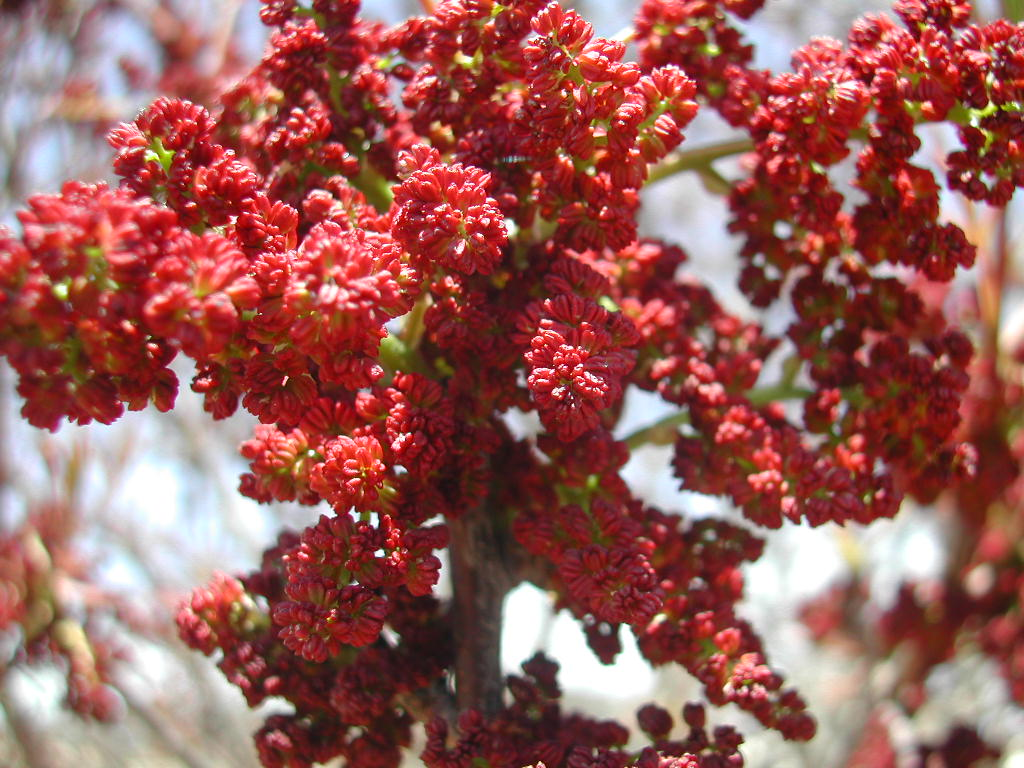
Männlicher Blütenstand

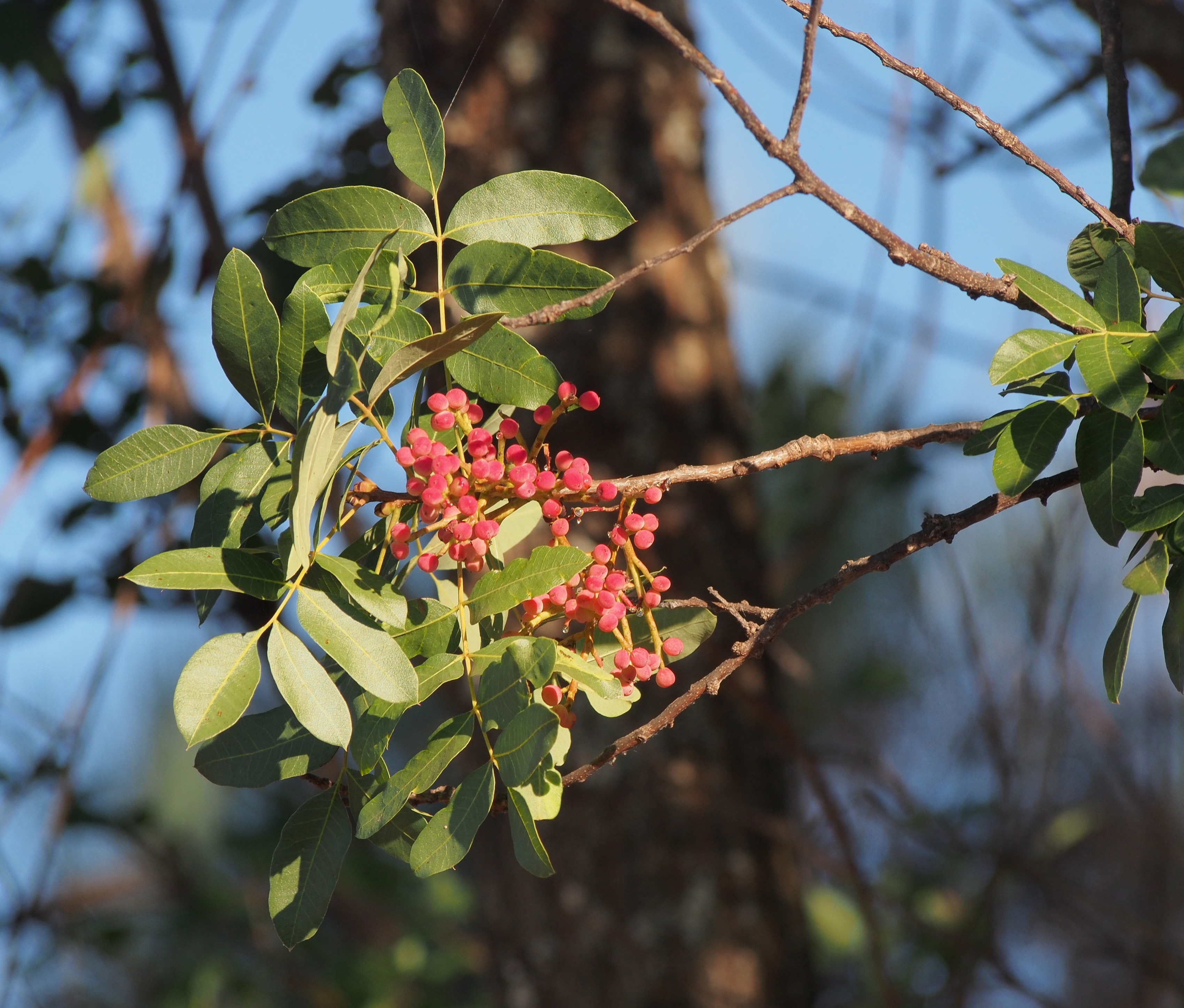
Fruchtstand

Die Terpentin-Pistazie (Pistacia terebinthus), auch Terebinthe genannt, ist eine Pflanzenart aus der Gattung Pistazien (Pistacia) innerhalb der Familie der Sumachgewächse (Anacardiaceae).

## Beschreibung
Die Terpentin-Pistazie ist ein sommergrüner, 2 bis über 6, selten bis 12 Meter hoher, aromatischer Strauch oder kleiner Baum, der über 100 Jahre alt werden kann. Sie besitzt einen stark ausgeprägten harzigen Geruch.
Die Blätter sind oft unpaarig bis paarig gefiedert. Die Blattstiele sind kahl und die Blattspindel ist ungeflügelt. Im Gegensatz hierzu sind die Blätter des nahe verwandten Mastixstrauchs paarig gefiedert und die Blattspindel ist kurz geflügelt. Es sind bis 11 ganzrandige, fast sitzende, meist kahle Teilblättchen vorhanden, die bis 8 Zentimeter lang, stachelspitzig und eiförmig bis verkehrt-eiförmig sind. Die Blättchen sind auf ihrer Oberseite glänzend grün und auf ihrer Unterseite matt und blasser gefärbt. Die eiförmigen Knospen besitzen bräunlich-rot gefärbte Knospenschuppen.
Die Terpentin-Pistazie ist zweihäusig, d. h. weibliche und männliche Blüten kommen auf getrennten Individuen vor. Die Blüten sind grünlich-rot und in Rispen angeordnet. Die männlichen Blütenstände sind deutlich kleiner als die weiblichen. Die Blütenstände bilden sich auf den jungen Zweigen des Vorjahrs. Die eingeschlechtlichen Blüten mit einfacher Blütenhülle sind meist fünfzählig, die Kronblätter fehlen. Es ist ein Diskus vorhanden.
Die verkehrt-eiförmigen bis rundlichen, fleischigen und einsamigen Steinfrüchte sind 5 bis 7 Millimeter lang. Sie sind anfangs rot und verfärben sich zur Reife hin bläulich.
Die Blütezeit reicht von April bis Juli. Es erfolgt Windbestäubung.
Fruchtreife ist von September bis Oktober. Die Früchte werden durch Tiere verbreitet.

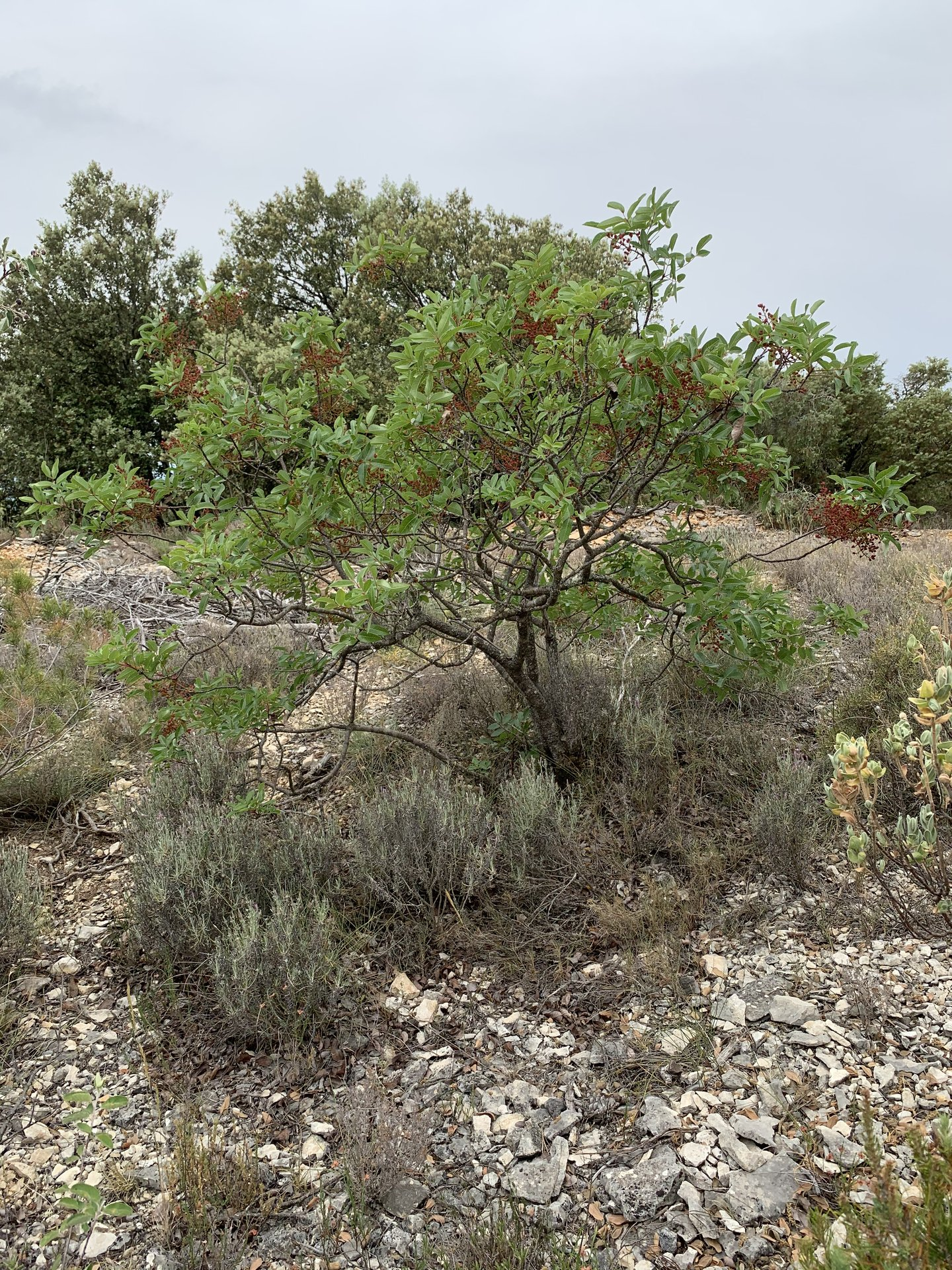
Kleines Exemplar
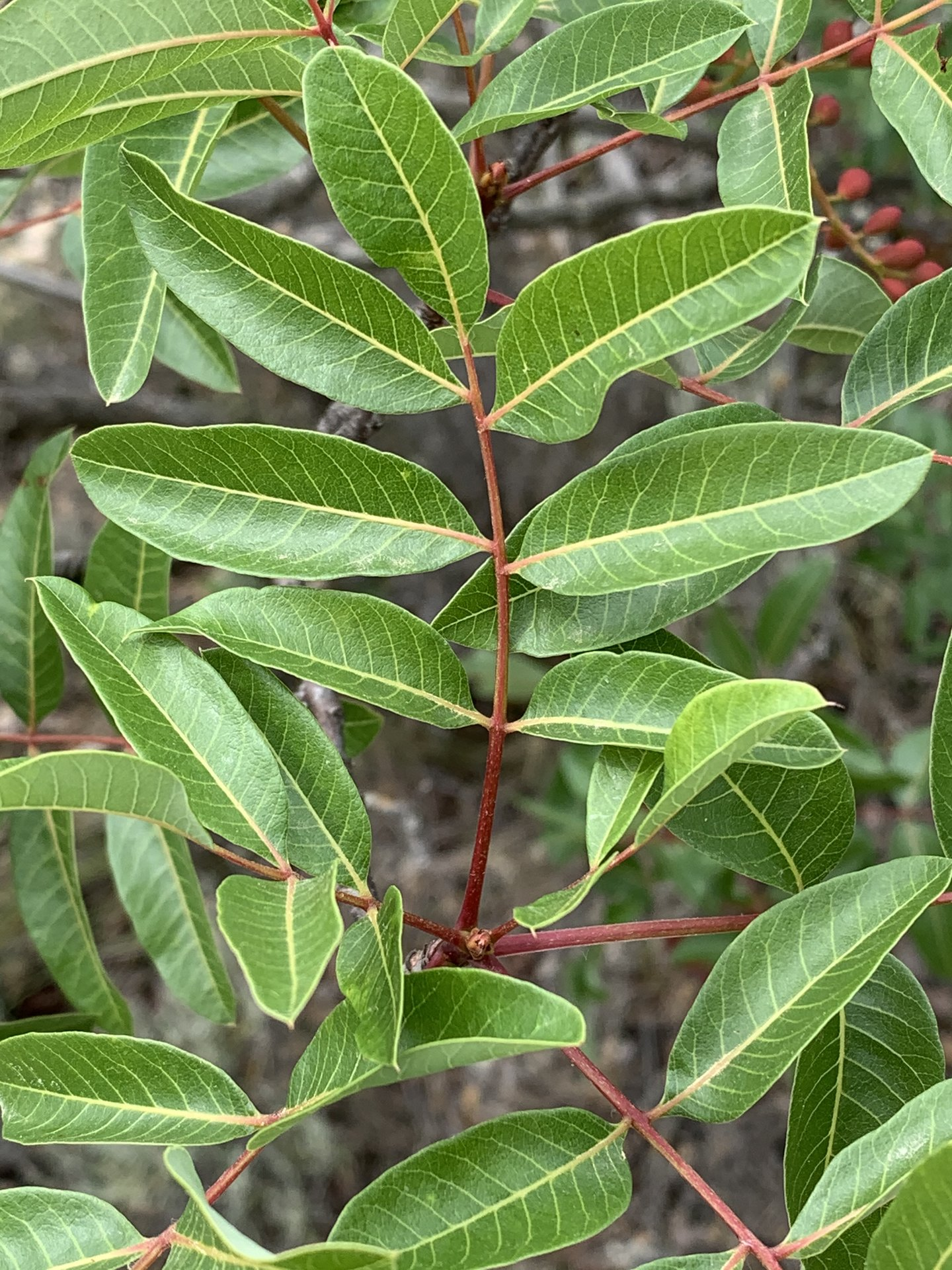
Blattoberseite – unpaarig gefiedertes Blatt mit hier sieben Blättchen
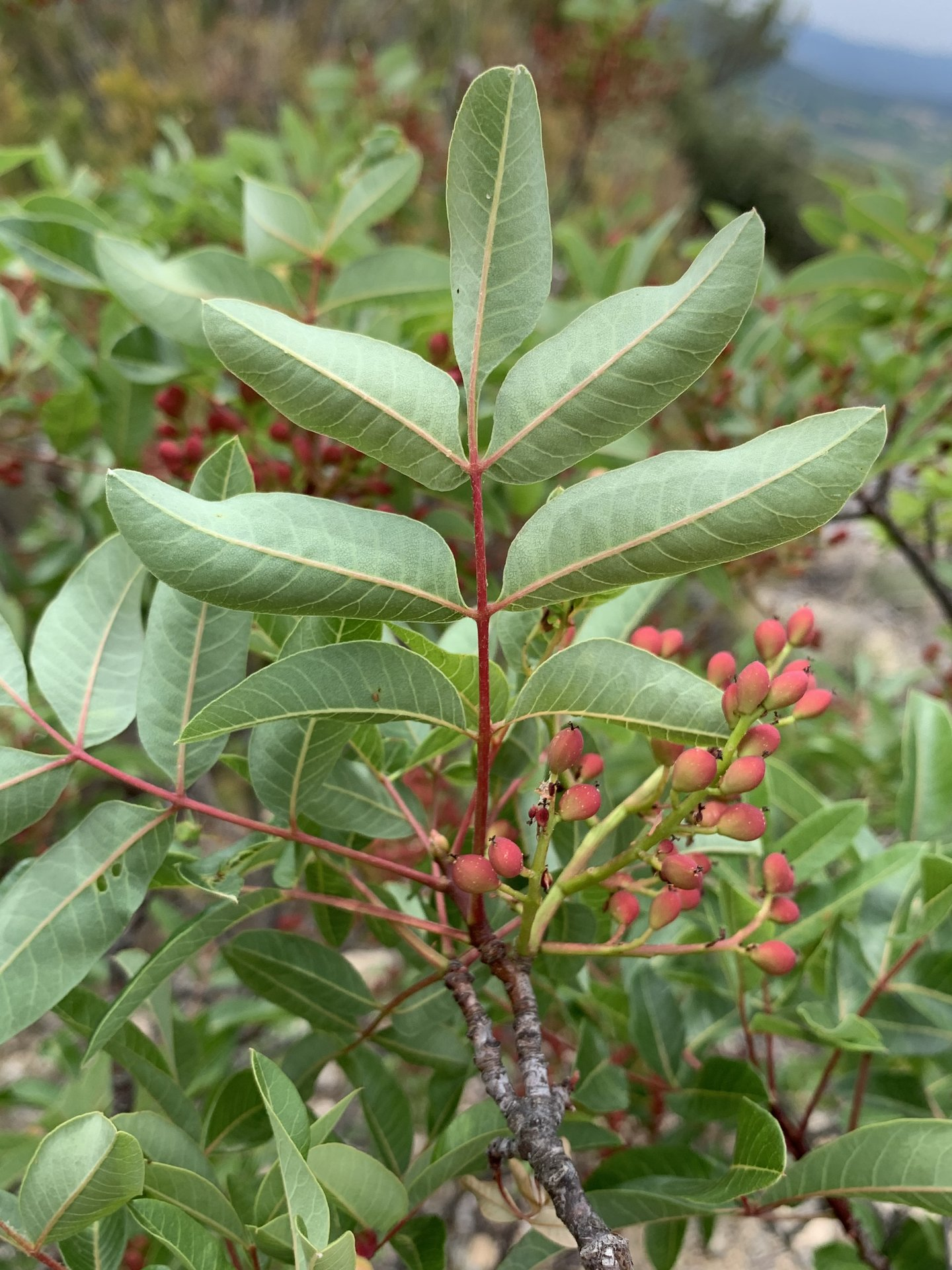
Blattunterseite

## Gallen

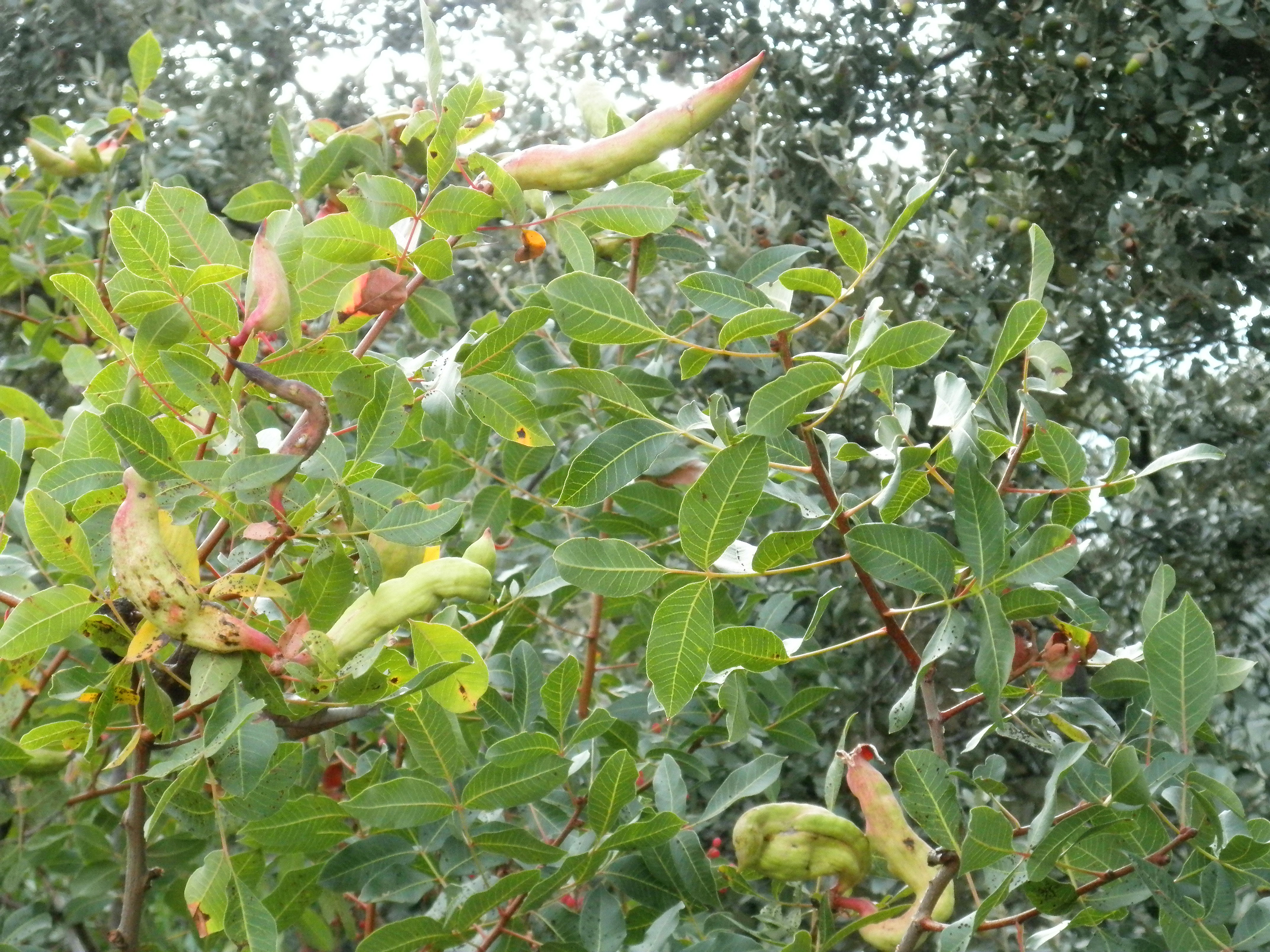
Terpentin-Pistazie mit Gallen

Die Terpentin-Pistazie bildet häufig auffällige Gallen. Dabei werden die länglichen, von der Form her an eine Spitzpaprika erinnernden Gallen von Baizongia pistaciae, einer Blattlaus aus der Familie der Röhrenblattläuse, und die von der Form her kompakteren, rundlicheren Gallen von der Blattlaus Geoica utricularia verursacht.

## Vorkommen
Die Terpentin-Pistazie kommt rund um das Mittelmeer in Albanien, Bulgarien, Bosnien und Herzegowina, Griechenland (inkl. Kreta), Kroatien, Italien (inkl. Sardinien, Sizilien), Spanien (inkl. der Balearen), Frankreich, Portugal, Saudi-Arabien, Zypern, Israel, Jordanien, Libanon, Syrien, Türkei, Algerien, Libyen, Marokko und Tunesien vor.
Sie kommt in offenen Wäldern und Macchien bis in die Bergstufe vor. Die Art wächst meist auf Kalk. Sie steigt in Südtirol bis 760 Meter Meereshöhe auf.

## Systematik
Man kann zwei Unterarten unterscheiden:
- Pistacia terebinthus subsp. palaestina (Boiss.) Engl. (Synonym: Pistacia palaestina Boiss.) Im Gegensatz zum Pistacia terebinthus subsp. terebinthus ist das Endblättchen der Blätter kleiner als die seitlichen Blättchen, lediglich zu einer Spitze reduziert oder fehlt ganz. Sie kommt in Zypern, in der Türkei, in Syrien, im Libanon, in Israel, in Jordanien und in Saudi-Arabien vor.[3]
- Pistacia terebinthus subsp. terebinthus: Sie kommt in Südeuropa, in Nordafrika und in der Türkei vor.[3]

Die Terpentin-Pistazie (Pistacia terebinthus) bildet mit dem verwandten Mastixstrauch (Pistacia lentiscus), der ein mit ihr überlappendes Verbreitungsgebiet besitzt, den Hybrid Pistacia lentiscus × terebinthus = Pistacia × saportae Burnat. Der Hybrid zwischen der Terpentin-Pistazie und dem Mastixstrauch wurde sowohl morphologisch als auch genetisch untersucht und beschrieben. Der Hybrid zeigt demnach Merkmale, die zwischen denen der Terpentin-Pistazie und denen des Mastixstrauchs liegen, wie ein häufig kleineres, deutlich asymmetrisches oder verkümmertes Endblättchen als Zwischenform zwischen paarig und unpaarig gefiederten Blättern, eine weniger geflügelte Blattspindel als der Mastixstrauch und einen 1–2 Monate späteren Laubabwurf als bei der Terpentin-Pistazie.

## Inhaltsstoffe
Aus der Terpentin-Pistazie lässt sich ein ätherisches Öl gewinnen, welches bzgl. seiner Zusammensetzung mehrfach untersucht wurde. Dabei ist die Zusammensetzung des ätherischen Öls stark abhängig von den untersuchten Pflanzenteilen und dem Sammelort. Gefunden wurden u. a. die Pinene α-Pinen und β-Pinen, die Phellandrene α-Phellandren und β-Phellandren, Limonen, Germacrene D und α-Terpineol.

## Verwendung
Die Terpentin-Pistazie kann (neben hauptsächlich genutzten Nadelbäumen) zur Gewinnung von Terpentin (Zyprisches Terpentin) verwendet werden.

### Nutzung als Nahrungsmittel
Die Früchte sind essbar und besitzen einen leicht säuerlichen Geschmack.
In einigen Regionen der heutigen Türkei (nördliches Kurdistan) wird aus den getrockneten, gerösteten und gemahlenen Früchten der Terpentin-Pistazie das heiße Getränk Menengiç kahvesi zubereitet. Die Zubereitung ähnelt der von türkischem Kaffee.
In einigen Regionen Griechenlands, insbesondere in Volos, auf dem Pilio und den Nördlichen Sporaden, wird aus den jungen Trieben der Terpentin-Pistazie eine als "Tsitsíravla" (Τσιτσίραβλα) bezeichnete Vorspeise (Mezze) zubereitet. Die zwischen Ende März und Anfang Mai geernteten, nur wenige Zentimeter langen Sprossen werden gebrüht, einige Stunden in Salzlake, dann in Essig und schließlich in Olivenöl eingelegt. Die Tsitsíravla wird teilweise mit Fenchelblättern und Knoblauch gewürzt. Serviert wird die Tsitsíravla gerne mit Tsipouro.

### Medizinische Verwendung
Von der Terpentin-Pistazie sind die folgenden Drogen bekannt, die hauptsächlich von der griechischen Insel Chios und aus Zypern stammen:
- Pistacia-terebinthus-Gallen als Ganzdroge.
- Terebinthina chiotica (Syn.: Terpentina cyprica, Terebinthina pistaciae), welches in Analogie zum Mastix des verwandten Mastixstrauchs durch Einschneiden der Rinde und Einsammeln des austretenden Harzbalsams, gewonnen wird.
- Terebinthina Chios hom. HAB 34, welches aus dem frischen Balsam hergestellt wird.

### Weitere Verwendungen
Aus den Gallen der Terpentin-Pistazie kann man einen roten Farbstoff extrahieren, der sich zur Färbung von Wolle nutzen lässt.
Die Terpentin-Pistazie wird als nematoden- und pilzresistente Unterlage zur Kultivierung der Echten Pistazie genutzt. Auch im Hybrid aus der Terpentin-Pistazie und dem Mastixstrauch (vgl. Abschnitt Systematik) besteht Interesse als Unterlage für die Kultivierung der Echten Pistazie, da er die Resistenz gegenüber Verticillium-Befall des Mastixstrauchs mit dem kräftigen Wachstum der Terpentin-Pistazie kombiniert.